# Paz Vega
Paz Vega, pseudonimo di María Paz Campos Trigo (IPA: [paθ ˈβeɣa]; Siviglia, 2 gennaio 1976), è un'attrice e modella spagnola.

## Biografia
Paz Vega, che ha adottato il cognome della nonna, abbandona giovanissima l'iniziale idea di fare la nuotatrice e a quindici anni esordisce a teatro con La casa di Bernarda Alba, un'opera di Federico García Lorca. Un anno dopo, al termine della sua carriera scolastica, si iscrive al Centro Andaluz de Teatro, in cui studia recitazione (1992). Tuttavia, per non perdere l'appoggio finanziario dei genitori, frequenta anche un corso di giornalismo all'università. Nel 1997 prende parte a sei episodi della serie televisiva brillante Menudo es mi padre, in cui interpreta Olga, giovane cantante di rumba. Dopo la miniserie Mas que amigos e il dramma Compañeros, esordisce al cinema nel 1999 con Zapping e con una piccola parte in Sobreviviré di Alfonso Albacete e David Menkes.
Nel 2001 recita in Solo mia di Javier Balaguer e soprattutto in Lucía y el sexo di Julio Medem: le numerose e piccanti scene di nudo e di sesso effettuate dalla Vega in questa commedia la fanno diventare un sex symbol. Nello stesso anno, dopo quella "fisica", arriva la consacrazione "tecnica", grazie al film Parla con lei di Pedro Almodóvar. Dopo Novo (2002) e Per amare Carmen (2003), Paz Vega dimostra di non allontanarsi troppo dal ruolo di icona erotica posta sempre al centro dell'attenzione che l'ha resa celebre in patria e all'estero.
Nel 2004 l'attrice spagnola fa il suo esordio ad Hollywood con la commedia Spanglish. Inoltre all'età di 28 anni, il 6 novembre 2004, battezza la Costa Magica, nave della compagnia genovese Costa Crociere. Nel 2006 appare nel video di A la primera persona di Alejandro Sanz. Nel 2009 lavora in Triage accanto a Colin Farrell. Nel 2012 recita nella miniserie Le mille e una notte - Aladino e Sherazade. Nello stesso anno ha la parte di Maria Maddalena nel telefilm di Giacomo Campiotti Maria di Nazaret. Nel 2015 gira il film per la televisione Il caso Novack. 

## Filmografia

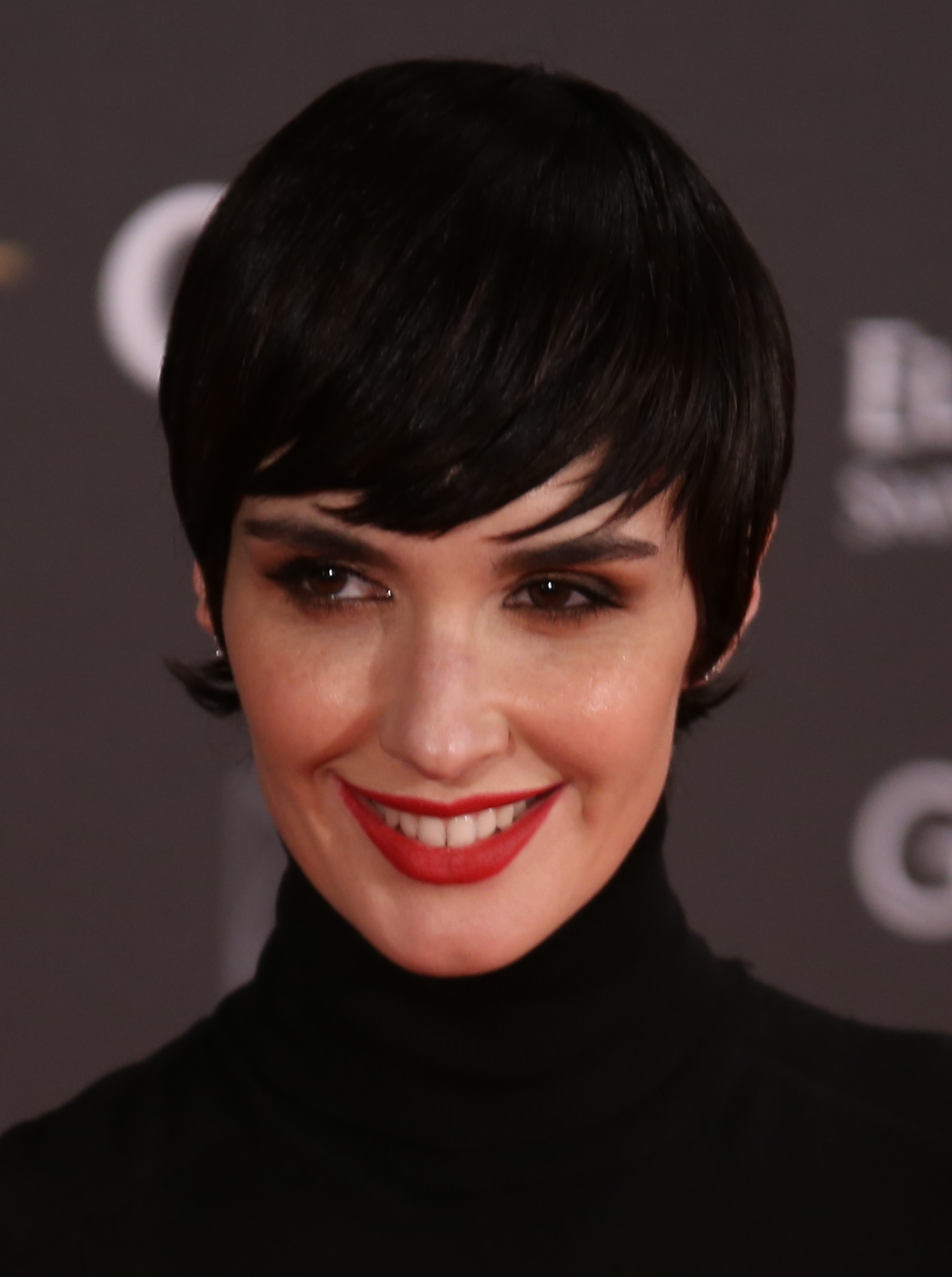
Paz Vega ai Premi Goya 2017

### Attrice

#### Cinema
- Zapping, regia di Juan Manuel Chumilla-Carbajosa (1999)
- Sobreviviré, regia di Alfonso Albacete e David Menkes (1999)
- Nadie conoce a nadie, regia di Mateo Gil (1999)
- Lucía y el sexo, regia di Julio Medem (2001)
- Solo mia (Sólo mía), regia di Javier Balaguer (2001)
- Parla con lei (Hable con ella), regia di Pedro Almodóvar (2002)
- L'altro lato del letto (El otro lado de la cama), regia di Emilio Martínez Lázaro (2002)
- Novo, regia di Jean-Pierre Limosin (2002)
- Per amare Carmen (Carmen), regia di Vicente Aranda (2003)
- Dimmi di sì (Di que sí), regia di Juan Calvo (2004)
- Spanglish - Quando in famiglia sono in troppi a parlare (Spanglish), regia di James L. Brooks (2004)
- 10 cose di noi (10 Items or Less), regia di Brad Silberling (2006)
- Los Borgia, regia di Antonio Hernández (2006)
- Fade to Black, regia di Oliver Parker (2006)
- Teresa, el cuerpo de Cristo, regia di Ray Loriga (2007)
- La masseria delle allodole, regia di Paolo e Vittorio Taviani (2007)
- The Human Contract, regia di Jada Pinkett Smith (2008)
- The Spirit, regia Frank Miller (2008)
- Not Forgotten, regia di Dror Soref (2009)
- 6 mogli e un papà (The Six Wives of Henry Lefay), regia di Howard Michael Gould (2009)
- Triage, regia di Danis Tanović  (2009)
- Burning Palms, regia di Christopher Landon (2010)
- Vallanzasca - Gli angeli del male, regia di Michele Placido (2010)
- Cat Run, regia di John Stockwell (2011)
- Gli amanti passeggeri (Los amantes pasajeros), regia di Pedro Almodóvar (2013)
- Grace di Monaco, regia di Olivier Dahan (2014)
- Não Pare na Pista - A Melhor História de Paulo Coelho, regia di Daniel Augusto (2014)
- La regola del gioco (Kill the Messenger), regia di Michael Cuesta (2014)
- Tutte le strade portano a Roma (All Roads Lead to Rome), regia di Ella Lemhagen (2016)
- Vendetta finale, regia di Isaac Florentine (2017)
- The Bra, regia di Veit Helmer (2018)
- Rambo: Last Blood, regia di Adrian Grunberg (2019)
- Chasing Wonders, regia di Paul Meins (2020)
- American Night, regia di Alessio Della Valle (2021)
- La casa del caracol, regia di Macarena Astorga (2021)
- 13 minuti (13 Minutes), regia di Lindsay Gossling (2021)
- The Jesuit (There Are No Saints), regia di Alfonso Pineda Ulloa (2022)
- A todo tren 2. Sí, les ha pasado otra vez, regia di Inés de León (2022)
- Double Soul, regia di Valerio Esposito (2023)
- Aire, Just Breathe, regi di Leticia Tonos (2024)
- Rita, regia di Paz Vega (2024)
- No puedo vivir sin ti, regia di Santiago Requejo (2024)

#### Televisione
- Menudo es mi padre - serie TV, 6 episodi (1997)
- Compañeros - serie TV, 17 episodi (1998)
- Más que amigos - serie TV, 28 episodi (1997-1998)
- Maria di Nazaret, regia di Giacomo Campiotti – miniserie TV (2012)
- Le mille e una notte - Aladino e Sherazade, regia di Marco Pontecorvo - miniserie TV (2012)
- Il caso Novack (Beautiful & Twisted), regia di Christopher Zalla - film TV (2015)
- Big Time in Hollywood, FL - serie TV, 4 episodi (2015)
- La Hermandad - serie TV, 14 episodi (2016)
- The OA – serie TV (2016-2019)
- Cuna De Lobos - Telenovela, 25 episodi (2019)
- Fugitiva - serie TV (2019)
- Caleidoscopio – serie TV (2023)

#### Cortometraggi
- Perdón, perdón, regia di Manuel Ríos San Martín (1998)
- El chico en la puerta (2000)

### Doppiatrice
- Wanted: Weapons of Fate (2009)
- Madagascar 3 - Ricercati in Europa (2012)

## Riconoscimenti
- Festival di Cannes 2002 – Chopard Trophy come attrice rivelazione
- Premi Goya 2002 – Premio come migliore attrice rivelazione per Lucía y el sexo e candidatura al Goya alla migliore attrice protagonista per Solo mia
- European Film Awards 2004 – Candidatura al People's Choice Award come migliore attrice europea per Per amare Carmen
- Fotogrammi d'argento 2002 – Candidatura come migliore attrice per Lucía y el sexo e Solo mia
- Fotogrammi d'argento 2003 – Candidatura come migliore attrice per L'altro lato del letto
- Fotogrammi d'argento 2004 – Candidatura come migliore attrice per Per amare Carmen
- Unión de Actores 2002 – Candidature come migliore attrice protagonista e come attrice rivelazione per Lucía y el sexo
- Imagen Foundation 2005 – Candidatura come migliore attrice per Spanglish
- Phoenix Film Critics Society 2004 – Premio alla rivelazione dell'anno per Spanglish

## Doppiatrici italiane
Nelle versioni in italiano delle opere in cui ha recitato, Paz Vega è stata doppiata da:
- Selvaggia Quattrini in Lucía y el sexo, Solo mia, Per amare Carmen, Triage, Maria di Nazaret, Caleidoscopio
- Ilaria Latini in 10 cose di noi, Not Forgotten, La regola del gioco, Gli amanti passeggeri
- Francesca Fiorentini in The Spirit, Grace di Monaco, American Night
- Barbara De Bortoli in La masseria delle allodole, Rambo: Last Blood
- Giò Giò Rapattoni in L'altro lato del letto
- Rossella Acerbo in Dì di sì
- Marjo Berasategui in Spanglish
- Roberta Pellini in Tutte le strade portano a Roma
- Giorgia Sinicorni in Vallanzasca - Gli angeli del male

Da doppiatrice è sostituita da:
- Elena Morara in Madagascar 3 - Ricercati in Europa (Esmeralda)
- Micaela Incitti in Madagascar 3 - Ricercati in Europa (Esperanza)